# 1340 Yvette
1340 Yvette (1934 YA) là một tiểu hành tinh vành đai chính được phát hiện ngày 27 tháng 12 năm 1934 bởi L. Boyer ở Algiers.